# 2020年北京新发地农产品批发市场冠状病毒病聚集性疫情

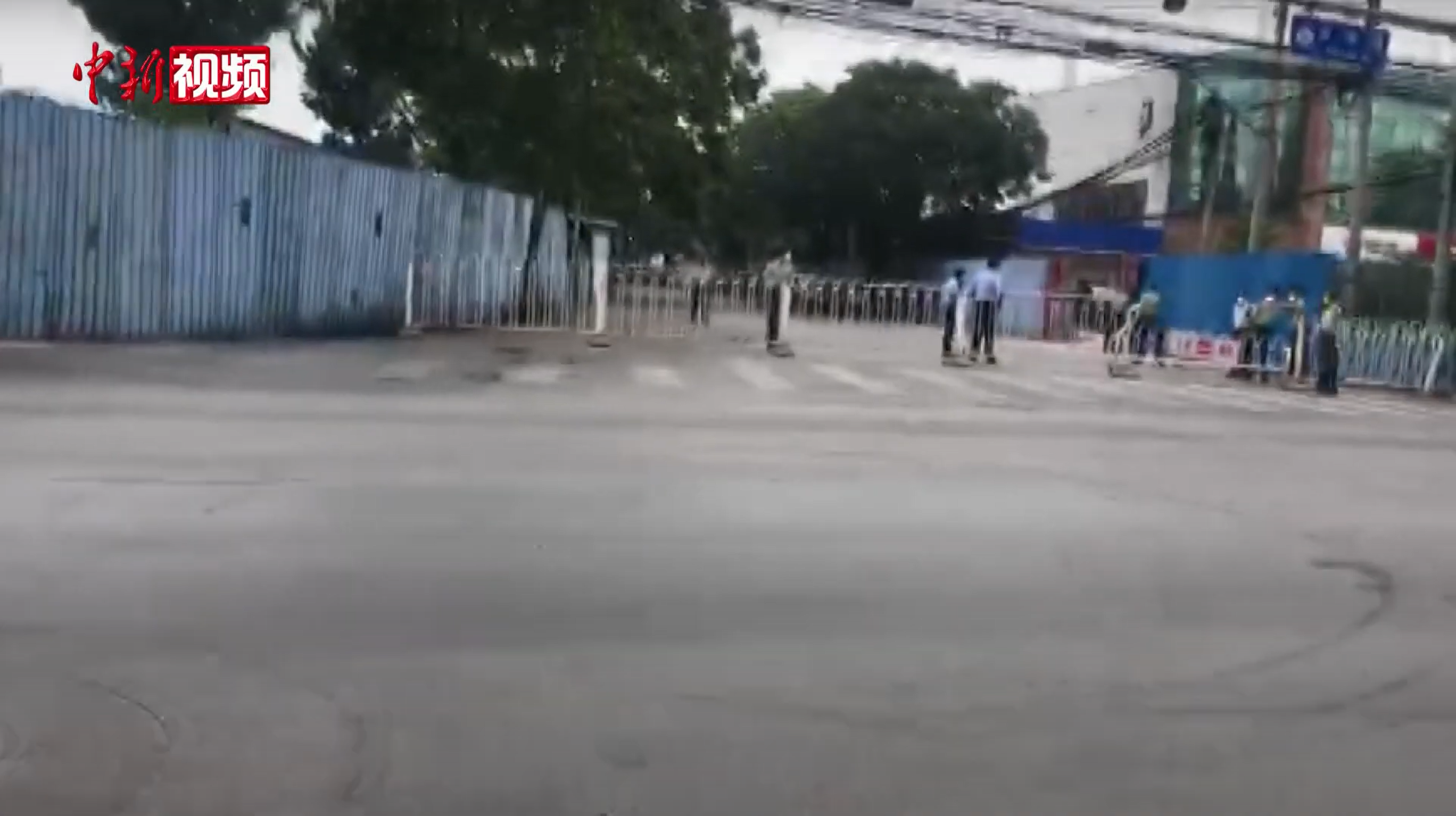
新发地市场周边部分道路因2019冠狀病毒病疫情戒严管控

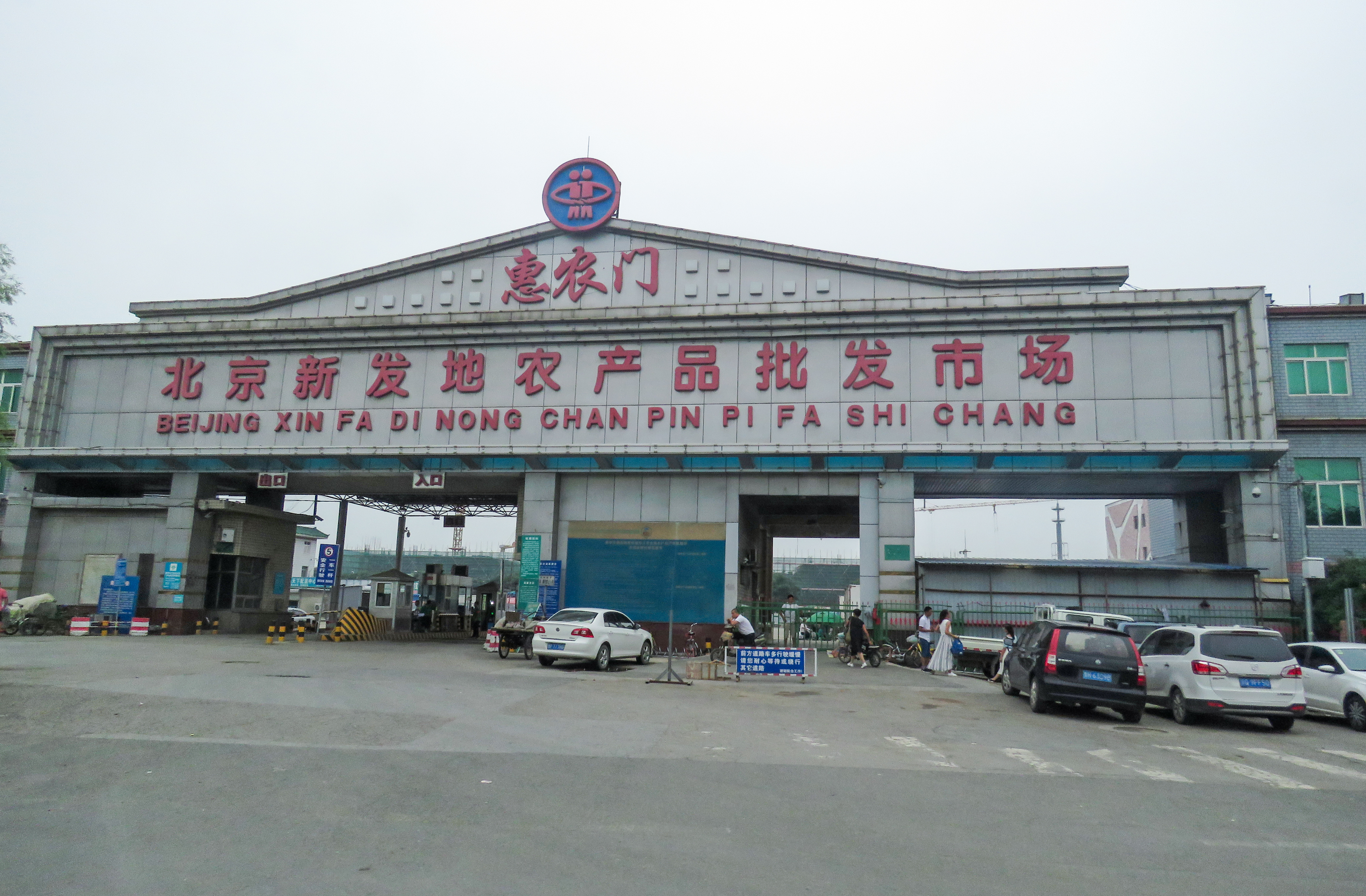
北京新发地农产品批发市场为此次聚集性疫情的爆发地

2020年北京新发地农产品批发市场冠状病毒病聚集性疫情是指在2020年6月，发生在中华人民共和国北京市丰台区新发地农产品批发市场的2019冠狀病毒病聚集性感染事件。该疫情始于6月11日北京报告一例2019冠狀病毒病本土病例，后经查实病毒来源自新发地市场。此次聚集性疫情结束了北京连续55天没有新增冠状病毒病例的历史，也使北京在6月17日宣布，自6月16日0时再次提高公共卫生应急级别至二级，距离公共卫生应急级别从二级下调至三级仅十天。其传染链也造成外散，截至6月17日已有浙江、辽宁、河北、四川4省出现新发地市场关联病例，7月6日后北京市本地确诊病例数未有增长。自6月11日至7月31日24时，北京市已累计报告新发地聚集性疫情相关确诊病例335例，最后一例已于8月6日治愈出院。

## 背景
北京新发地农产品批发市场是一个位于北京市丰台区花乡地区新发地村的农产品批发市场，是北京市乃至亚洲交易规模最大的农产品批发市场。在此次聚集性疫情中，新发地农产品批发市场董事长张玉玺表示，在切割进口三文鱼的案板中检测到了新冠病毒，该进口三文鱼的供货来源为京深海鲜市场。另据中国疾控中心流行病学原首席研究员曾光接受人民日报客户端记者访问时表示，由于三文鱼食用方法不同于其他肉类，公众往往采取生吃的方式食用，因此引发对此次聚集性疫情的关注。

## 相关数据
6月12日，相关部门在新发地市场检验到40件环境阳性样本。而在新发地采集的517件市场工作人员样品中，共有45名无临床症状者咽拭子呈阳性。
6月13日，北京市疾病预防控制中心副主任庞星火表示，6月12日新发地市场发现40件环境阳性样本，其余农贸批发市场、大型超市均为阴性。19日，庞星火表示，新发地市场环境采样中其综合交易大厅特别水产、豆制品局部售卖区域阳性样本较多，环境污染较重。
6月14日，北京市卫健委公布北京市和新发地市场相关人员新冠病毒核酸检测情况。根据通报，全市核酸检测机构共检测76499人，结果阳性59份，其中地坛医院已在院病例27份，新增确诊病例21份，有待诊断的阳性检测11份。北京市疾控中心和丰台区疾控中心联合对京深海鲜市场海鲜区，特别是三文鱼的交易摊位以及公共区域进行的抽样检测显示，人员咽拭子样本186件和环境样本283件的结果都是阴性。6月16日，中共北京市委组织部部务委员徐颖表示，新发地农产品批发市场内的八千多名经营、采购和工作人员，已于6月14日凌晨全部进行了核酸检测，转运至集中观察点，进行集中医学观察。北京全市各社区、村庄全面开展“敲门行动”，排查5月30日以来曾去过新发地农产品批发市场的人员近20万，正在以社区为单位就近安排核酸检测，并进行居家观察。
天津市方面，自6月13日起至6月16日16时共排查新发疫情地区涉及该市相关人员8103人，暂无异常。同时对天津市海鲜批发市场外环境标本采样2824个，已完成核酸检测2801个；对从事销售、储运、加工人员采集咽拭子样本6465份，已完成核酸检测6459人，均为阴性。相关排查和检测工作仍在进行中。
6月20日，北京用了8小時來興建了一個火眼實驗室。

## 分析
6月14日，上海复旦大学附属华山医院感染科主任张文宏发布微博称，指出此次聚集性疫情可以得到控制。他又指出，新发地市场的吞吐量惊人，后续是否会出现新的爆发点现在不可知。
6月17日下午，北京市新聞辦舉行第123場疫情防控新聞发布會。會上北京市疾控中心副主任龐星火表示，初步推斷此次疫情由人際傳播或物品環境污染引发的感染所致。同日，中国工程院院士、国家卫生健康委高级别专家组成员李兰娟指出，北京市各项疫情防控工作都非常及时和得当，强调如果做到“一个不漏”，疫情是能够遏制下去的。
6月18日，中国疾控中心流行病学首席专家吴尊友在北京市新冠肺炎疫情防控发布会上表示此次聚集性疫情已经得到有效控制，依据是每天新诊断的报告病例不等于是新感染的，对17日报告的21例病例的发病时间分析发现，大部分在几天以前就出现发病症状，可能今后几天还会有报告病例出现。他还同时指出，北京市响应及时，第一时间发现疫情，锁定源头，采取措施，切断继续传播，把疫情控制在最小的范围。此外他还介绍说，卖海鲜的摊位温度低，湿度大，可能较为适合病毒存活，至于为什么会成为传播中心，还需要进一步分析。
中国疾控中心病毒病预防控制所所长助理张勇表示，新发地检出的病毒比欧洲当下流行的病毒要老，传入方式存在多种可能，“比如病毒潜伏在了进口的冷冻食品当中，在从境外到境内的整个存储、运输的期间，病毒由于被冷冻没有发生进化，所以它不会发生变异；也有可能病毒是在新发地农产品批发市场等阴暗潮湿的环境里潜伏下来，没有被消毒、灭菌，在一定时间内突然暴露感染人，导致进化速度变慢，最终我们看到的就是这些毒株更接近于欧洲老病毒。”
6月19日，李兰娟就此次聚集性疫情再次发言，强调应对该市场内包括牛羊肉、三文鱼等食品类物资进行全面采样和检测，对于检测呈阳性的物品立即进行溯源调查，同时指出“要发挥大数据在国家疫情防控当中的优势，对经过新发地市场的人员进行全面调查，进行全面的核酸检测排查”。世界卫生组织卫生紧急项目负责人迈克尔·瑞安表示，北京此次应对疫情就是很好的例子，采取了大规模应对措施，以防疫情失控，如迅速发现、调查和遏制聚集性传播。
6月20日，国家食品安全风险评估中心微生物实验室主任李凤琴表示，食物不会感染新型冠状病毒，但是可能被病毒污染；病毒污染了食品或食品包装材料之后在常温下可以存活的时间相对较短，但在低温下，病毒存活时间较长，因此不排除低温冷藏的食品和食品包装材料可以作为病毒的载体。
6月26日，中国疾病预防控制中心官方网站发布《2020年6月北京新型冠状病毒肺炎疫情进展》，根据该报告的“病毒来源分析”一节，从1例53岁与1例25岁的男性病例和北京新发地批发市场环境采集的标本中获得的3株病毒基因分析显示，北京本次疫情流行的新冠病毒为L基因型欧洲家系分支Ⅰ，该毒株比当前欧洲流行同型毒株更“老”，由动物病毒外溢传染人的可能以及2020年4月前北京本地传播毒株或武汉流行毒株导致本次疫情的可能均被排除，此次疫情在新发地批发市场的传染模式则被推测主要为人与人之间直接接触传播和/或经物品表面污染的间接接触传播。当天，中国疾控中心生物安全首席专家武桂珍在接受中央广播电视总台记者采访时称本次流行的毒株“跟欧洲三四月份流行的毒株基本是一致的”，且溯源时需首先要考虑到人的传播。
10月23日，清华大学、北京市疾病预防控制中心、中国医学科学院病原生物学研究所、北京大学、中国科学院北京基因组研究所联合在《国家科学评论》发文，通过分析相关病例、环境与食品等样品的核酸测序和病毒基因组序列，结合全面的流行病学调查和大数据分析，研究人员揭示此次疫情中病毒源头极有可能是境外疫情高发区的冷链进口食品，并提出冷链运输成为病毒传播的新途径。

### 三文鱼相关争议

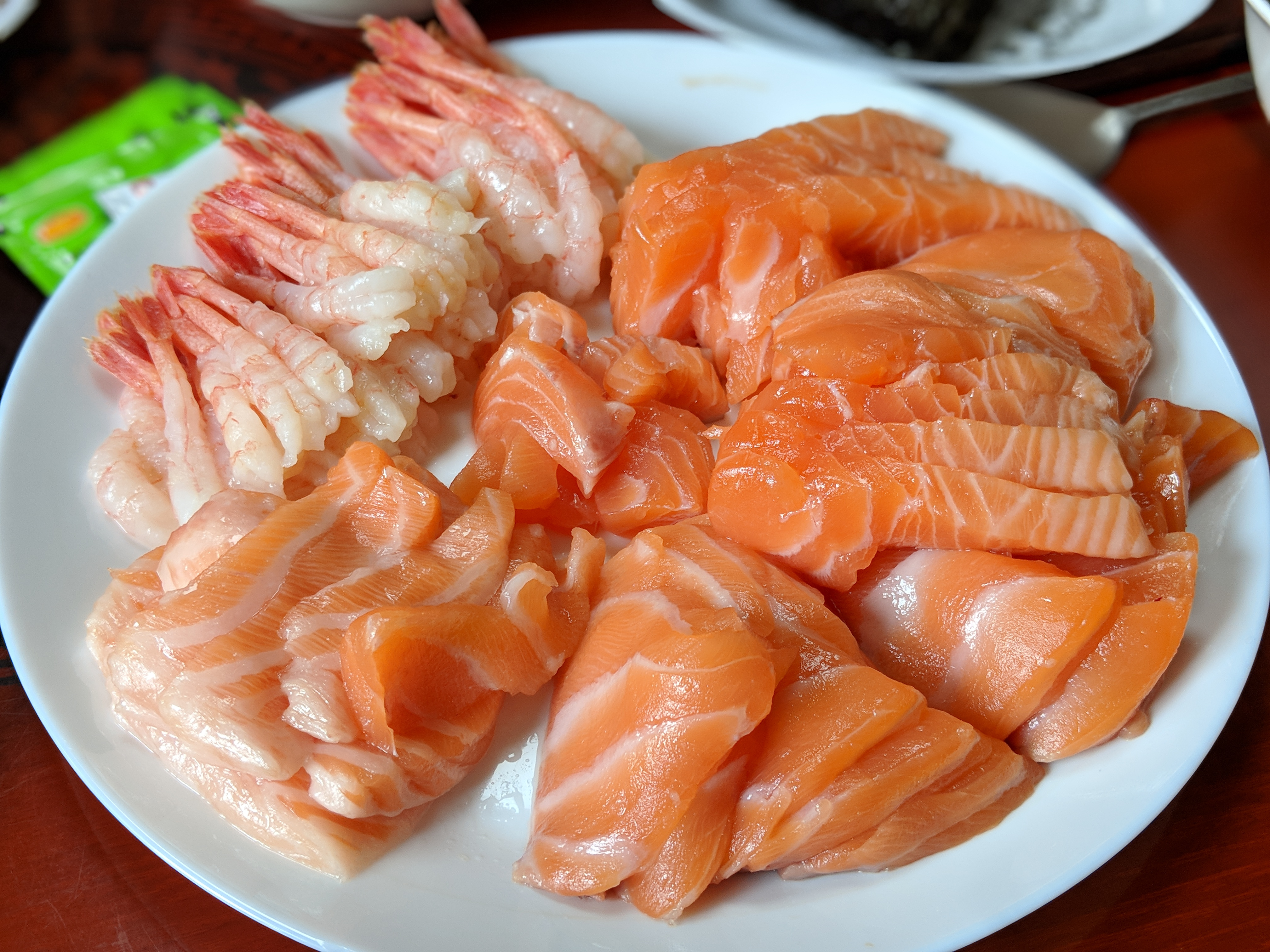
在此次聚集性疫情中，三文鱼成为其热点，也引发了其是否为冠状病毒宿主的讨论。惟截至目前没有证据表明三文鱼是冠状病毒的宿主或中间宿主。

在此次聚集性疫情中，新发地农产品批发市场董事长张玉玺表示，在切割进口三文鱼的案板中检测到了新冠病毒，该进口三文鱼的供货来源为京深海鲜市场。由于此次疫情，使得三文鱼陷入风波之中，引发了其是否为冠状病毒宿主的讨论，尤其是2019年9月发表的科研论文再次引起了关注。当时，加拿大不列颠哥伦比亚大学的研究人员在野生和养殖三文鱼体内发现了一种新型病毒，该病毒与冠状病毒同属套式病毒目。2020年6月16日，中国疾控中心应急中心副主任施国庆表示，目前没有证据表明三文鱼是冠状病毒的宿主或中间宿主。而从已有的一些研究结果表明，鱼类感染冠状病毒的概率相对较低。
6月18日，挪威海产局表示，挪威冰鲜整条三文鱼的总出口量出现了下滑，同期相比下跌34%。
受此轮疫情影响，北京市的日本料理店家将生食菜品全部下架，部分店家直至7月才重启三文鱼采购，也有部分店家试图向居酒屋转型。中国其他省市的日本料理业者也受到了此轮疫情的影响，部分食客亦对刺身、生鲜产生了恐惧。

## 反应及影响

### 北京市内反应
6月12日，北京市教委决定暂停原定6月15日起的小学一、二、三年级返校复课，暂停校外培训机构恢复线下课程和集体活动。而电影院、KTV等密闭式文娱场所亦暂不开放。同日，北京市体育竞赛管理中心决定全市自当天（6月12日）起暂停举办各类体育赛事活动，恢复时间安排另行通知。
6月13日，丰台區启动战时机制，海淀区和石景山區所有社区恢复二级响应防控措施。同日起，国家大剧院、雍和宫、北京天桥艺术中心暂停开放。北京部分體育賽事暫停。另外，北京市邮政快递行业自6月13日起全面提升疫情防控等级。
6月14日，北京市要求5月30日以来曾去过新发地市场者如实向社区或单位报告，主动前往相关机构或在社区安排的地点进行核酸筛查。同日晚，北京市城市管理综合行政执法局等五部门联合要求各生产经营单位进行全面排查，凡自5月30日以来到过新发地或与市场销售者有密切接触的人员立即报告，并进行核酸检测。各生产经营单位不得安排相关人员自报告之日起14天内到岗上班。北京市教委也于当晚表示已经返校复课学生可自愿选择居家学习，初高三毕业年级在中高考前14天结束学校生活，进行居家复习。
6月15日，北京市所有社区村采取三级应急响应、二级防控措施、一级工作状态，所有室内活动场所暂停運營。
6月16日晚，北京市将突发公共卫生事件应急响应级别由三级调至二级，并初步判断聚集性疫情是由人际传播或者物品环境污染引起的感染所致。同日，北京市教委要求北京市中小学各年级6月17日起一律停止到校上课。北京市同时要求中高风险街乡、新发地市场相关人员禁止离京，其他人员坚持“非必要不出京”，确需离京的须持7日内核酸检测阴性证明，并下调办公楼宇到岗率。
6月18日，北京市新型冠状病毒肺炎疫情防控工作第124场新闻发布会上，北京新冠肺炎疫情防控工作领导小组社区防控组副组长、市委组织部副部长张革表示，将加强社区村封闭式管理，恢复所有小区卡口设置，实行24小时值守，出入口严格执行测温、查证、验码、登记等防护措施。对于低风险街道乡镇所辖小区，快递、外卖、家政、装修、搬家、房屋中介等生活服务业人员，以及其他外来人员，持北京健康宝未见异常方可进入。中高风险街道乡镇所辖小区外来人员及车辆禁止进入。
6月20日，华中科技大学同济医学院附属同济医院、武汉协和医院派出医疗队赴北京支援。
6月23日，北京市政府新闻发言人徐和建表示，全市外卖快递配送人员必须全面进行核酸检测。
6月26日，北京市美发美容行业协会发布紧急通知，要求全市美容美发从业人员进行核酸检测。
6月28日，北京市丰台区委副书记、代区长初军威表示，经专家评估，新发地市场牛羊肉综合大楼相关人员为疫情极高风险人群，丰台区决定对新发地市场牛羊肉综合大楼相关集中隔离人员在原来14天的基础上再延长集中医学观察14天。
7月2日，在北京市新冠肺炎疫情防控发布会上，中铁十八局集团第四工程有限公司在大兴区的工地因出现确诊病例，随即采取停工停产措施，全面封闭施工现场，并将现场95名确诊病例密切接触者安排到附近酒店隔离观察。大兴区住建委已约谈中铁十八局该项目负责人，责令其严格落实“四方责任”，切实加强工地防控管理。
7月7日起，新发地市场集中隔离期满核酸检测合格人员陆续解除隔离，分批次转运安置，第一批将陆续转运安置5000多人。
7月20日零时起，由于全市7月6日以来连续14天无新增确诊病例，北京市应急响应级别由二级下调至三级，丰台区花乡（地区）乡也于当天下午由中风险地区降为低风险地区。
8月13日，丰台区决定全面取消新发地市场零售功能，不再向个人消费者开放，并全面取消地下空间交易；主市场铁路以南区域于8月15日正式对外开放营业，主市场铁路以北区域于9月6日正式对外开放营业。

#### 风险等级
以下风险等级仅包括中风险和高风险，低风险不包括在内。
| 市辖区   | 乡级行政区       | 风险等级 | 开始日期              | 结束日期                | 参考资料      |
| -------- | ---------------- | -------- | --------------------- | ----------------------- | ------------- |
| 西城区   | 月坛街道         | 中风险   | 6月12日               | 6月26日（降为低风险）   | [ 66 ] [ 67 ] |
| 西城区   | 金融街街道       | 中风险   | 6月14日               | 6月28日（降为低风险）   | [ 68 ] [ 69 ] |
| 西城区   | 白纸坊街道       | 中风险   | 6月17日               | 7月6日（降为低风险）    | [ 70 ] [ 71 ] |
| 西城区   | 展览路街道       | 中风险   | 6月19日               | 7月5日（降为低风险）    | [ 72 ] [ 73 ] |
| 丰台区   | 西罗园街道       | 中风险   | 6月13日               | 6月29日（降为低风险）   | [ 66 ]        |
| 丰台区   | 花乡地区         | 中风险   | 6月13日               | 6月14日（升级至高风险） | [ 66 ]        |
| 丰台区   | 花乡地区         | 中风险   | 7月13日               | 7月20日（降为低风险）   | [ 74 ] [ 75 ] |
| 丰台区   | 花乡地区         | 高风险   | 6月14日               | 7月13日（降为中风险）   | [ 68 ] [ 74 ] |
| 丰台区   | 新村街道         | 中风险   | 6月14日               | 6月21日（升级至高风险） | [ 68 ]        |
| 丰台区   | 新村街道         | 中风险   | 7月2日                | 7月17日（降为低风险）   | [ 76 ] [ 77 ] |
| 丰台区   | 新村街道         | 高风险   | 6月21日               | 7月2日（降为低风险）    | [ 78 ]        |
| 丰台区   | 卢沟桥街道       | 中风险   | 6月14日               | 7月16日（降为低风险）   | [ 68 ] [ 79 ] |
| 丰台区   | 太平桥街道       | 中风险   | 6月14日               | 6月28日（降为低风险）   | [ 68 ] [ 69 ] |
| 丰台区   | 南苑街道         | 中风险   | 6月15日               | 7月9日（降为低风险）    | [ 80 ] [ 81 ] |
| 丰台区   | 卢沟桥乡         | 中风险   | 6月15日               | 7月12日（降为低风险）   | [ 80 ] [ 82 ] |
| 丰台区   | 大红门街道       | 中风险   | 6月15日               | 7月1日（降为低风险）    | [ 80 ] [ 69 ] |
| 丰台区   | 丰台街道         | 中风险   | 6月16日               | 7月13日（降为低风险）   | [ 83 ] [ 74 ] |
| 丰台区   | 南苑（地区）乡   | 中风险   | 6月16日               | 7月9日（降为低风险）    | [ 83 ] [ 81 ] |
| 丰台区   | 长辛店街道       | 中风险   | 6月17日               | 6月18日（降为低风险）   | [ 70 ] [ 84 ] |
| 丰台区   | 长辛店街道       | 中风险   | 6月21日（第二次升级） | 7月5日（降为低风险）    | [ 78 ] [ 85 ] |
| 丰台区   | 长辛店镇         | 中风险   | 6月18日               | 7月1日（降为低风险）    | [ 84 ] [ 69 ] |
| 丰台区   | 马家堡街道       | 中风险   | 6月20日               | 7月18日（降为低风险）   | [ 86 ] [ 87 ] |
| 丰台区   | 右安门街道       | 中风险   | 6月21日               | 7月5日（降为低风险）    | [ 78 ] [ 85 ] |
| 房山区   | 长阳镇           | 中风险   | 6月13日               | 6月30日（降为低风险）   | [ 66 ] [ 88 ] |
| 大兴区   | 西红门镇         | 中风险   | 6月14日               | 6月19日（升级至高风险） | [ 68 ] [ 72 ] |
| 大兴区   | 西红门镇         | 中风险   | 7月5日                | 7月14日（降为低风险）   | [ 85 ] [ 89 ] |
| 大兴区   | 西红门镇         | 高风险   | 6月19日               | 7月5日（降为中风险）    | [ 72 ] [ 85 ] |
| 大兴区   | 林校路街道       | 中风险   | 6月14日               | 7月1日（降为低风险）    | [ 68 ] [ 69 ] |
| 大兴区   | 高米店街道       | 中风险   | 6月14日               | 7月12日（降为低风险）   | [ 68 ] [ 82 ] |
| 大兴区   | 庞各庄镇         | 中风险   | 6月15日               | 6月29日（降为低风险）   | [ 80 ] [ 69 ] |
| 大兴区   | 黃村鎮           | 中风险   | 6月15日               | 6月21日（升级为高风险） | [ 80 ]        |
| 大兴区   | 黃村鎮           | 中风险   | 7月4日                | 7月13日（降为低风险）   | [ 90 ] [ 74 ] |
| 大兴区   | 黃村鎮           | 高风险   | 6月21日               | 7月4日（降为中风险）    | [ 78 ] [ 90 ] |
| 大兴区   | 天宫院街道       | 中风险   | 6月15日               | 7月4日（降为低风险）    | [ 80 ] [ 90 ] |
| 大兴区   | 观音寺街道       | 中风险   | 6月15日               | 7月9日（降为低风险）    | [ 80 ] [ 81 ] |
| 大兴区   | 魏善庄镇         | 中风险   | 6月16日               | 7月12日（降为低风险）   | [ 83 ] [ 82 ] |
| 大兴区   | 青云店镇         | 中风险   | 6月17日               | 7月14日（降为低风险）   | [ 70 ] [ 89 ] |
| 大兴区   | 清源街道         | 中风险   | 6月19日               | 7月4日（降为低风险）    | [ 72 ] [ 90 ] |
| 大兴区   | 安定镇           | 中风险   | 6月21日               | 7月5日（降为低风险）    | [ 78 ] [ 85 ] |
| 大兴区   | 北臧村镇         | 中风险   | 6月29日               | 7月13日（降为低风险）   | [ 91 ] [ 74 ] |
| 大兴区   | 兴丰街道         | 中风险   | 7月1日                | 7月14日（降为低风险）   | [ 92 ] [ 89 ] |
| 東城區   | 天壇街道         | 中风险   | 6月15日               | 6月29日（降为低风险）   | [ 80 ] [ 69 ] |
| 東城區   | 永定门外街道     | 中风险   | 6月16日               | 6月30日（降为低风险）   | [ 83 ] [ 88 ] |
| 東城區   | 和平里街道       | 中风险   | 6月17日               | 7月1日（降为低风险）    | [ 70 ] [ 69 ] |
| 東城區   | 北新桥街道       | 中风险   | 6月17日               | 7月1日（降为低风险）    | [ 70 ] [ 69 ] |
| 海淀区   | 永定路街道       | 中风险   | 6月15日               | 6月23日（升级至高风险） | [ 80 ]        |
| 海淀区   | 永定路街道       | 中风险   | 6月29日               | 7月6日（降为低风险）    | [ 69 ] [ 71 ] |
| 海淀区   | 永定路街道       | 高风险   | 6月23日               | 6月29日（降至中风险）   | [ 93 ] [ 69 ] |
| 海淀区   | 青龙桥街道       | 中风险   | 6月15日               | 6月29日（降为低风险）   | [ 80 ] [ 69 ] |
| 海淀区   | 八里庄街道       | 中风险   | 6月21日               | 7月5日（降为低风险）    | [ 78 ] [ 85 ] |
| 海淀区   | 田村路街道       | 中风险   | 6月22日               | 7月10日（降为低风险）   | [ 94 ] [ 95 ] |
| 海淀区   | 四季青（地区）镇 | 中风险   | 6月26日               | 7月10日（降为低风险）   | [ 67 ] [ 95 ] |
| 朝陽區   | 十八里店地区     | 中风险   | 6月15日               | 6月29日（降为低风险）   | [ 80 ] [ 69 ] |
| 朝陽區   | 小红门（地区）乡 | 中风险   | 6月22日               | 7月5日（降为低风险）    | [ 94 ] [ 73 ] |
| 石景山区 | 八宝山街道       | 中风险   | 6月15日               | 6月29日（降为低风险）   | [ 80 ] [ 69 ] |
| 门头沟区 | 永定（地区）镇   | 中风险   | 6月16日               | 6月30日（降为低风险）   | [ 83 ] [ 88 ] |
| 通州区   | 北苑街道         | 中风险   | 6月21日               | 7月5日（降为低风险）    | [ 78 ] [ 85 ] |
| 昌平区   | 回龙观街道       | 中风险   | 6月26日               | 7月10日（降为低风险）   | [ 67 ] [ 95 ] |

### 北京市外反应
受到此次疫情的影响，中国大陆多地已明确，近期如非必要不要前往北京。而中国大陆多地则发布政策，明确来自北京高、中风险区的人员抵达后需进行隔离，也有少数城市明确来自北京全市的人员抵达后均需进行隔离。6月13日，沈阳桃仙国际机场发布公告，自6月13日20时起对从北京市丰台区、西城区月坛街道、房山区长阳镇来辽人员采取14天集中隔离管控措施。
6月15日，因此次聚集性疫情，河北保定市进入战时状态启动战时机制。
6月19日，国家卫生健康委疾控局监察专员王斌在国务院联防联控机制发布会上介绍，5月30日至6月16日期间，来自北京中高风险街乡、新发地市场相关人员，各地要加强追踪管理。对于检测结果阳性的病例要集中隔离，对于疑似病例、确诊病例的密切接触者，如果核酸检测结果是阴性，也要实施14天集中隔离医学观察。对于其他核酸检测阴性人员，单位和社区要加强健康管理，督促他们做好14天健康监测和个人防护，出现症状及时就医。6月16日以后持有7日内核酸检测阴性证明或能够出示包括核酸检测阴性证明的健康码的离京人员，到达目的地后，在做好体温监测、个人防护的情况下，可以自由有序流动。
6月27日，雄安新区安新县应对新冠肺炎疫情工作领导小组办公室发布公告，决定自即日起，对县内各村、小区、楼院实行全封闭管理，所有非本村（小区、楼院）的外来人员、车辆一律不准进入；居民无特殊情况，尽量减少外出，每户家庭每天可指派一名家庭成员凭出入证出门采购生活物资一次，并进行出入登记和体温检测。

### 党政机关反应
6月13日上午，北京市新冠肺炎疫情防控工作领导小组召开第六十八次会议，中共北京市委书记、防控工作领导小组组长蔡奇在会上强调北京已进入非常时期，同时表示国家卫生健康委已专门向北京派出专家组指导防控工作。
6月14日，国务院副总理孙春兰召开国务院联防联控机制会议，强调此次聚集性疫情扩散的风险很高，要采取坚决果断措施，切实防止疫情扩散蔓延。同日，丰台区副区长周宇清、丰台区花乡党委书记王华、新发地农产品批发市场总经理张月琳等均遭到免職。
6月24日，北京市纪委市监委给予丰台区市场监督管理局党组成员、副局长、区新发地专班负责人贾琦撤销党内职务、政务撤职处分；给予丰台区卫生健康委员会党委委员、副主任曹苁党内严重警告、政务降级处分；给予丰台区花乡副乡长、花乡地区办事处副主任、乡新发地专班负责人杨继军党内严重警告、政务降级处分。

### 相关经济影响
6月12日，北京市市场监管局发出开展食品安全大检查工作的通知，将生鲜、冷冻猪肉、牛肉、羊肉、鸡鸭肉等畜禽肉类、水产品及其制品定为此次食品安全大检查的重点监管产品。受此影响，新发地批发市场、京深海鲜批发市场、顺鑫石门批发市场、怀柔区万星农副市场、平谷区东寺渠农副产品市场、朝阳区松榆东里市场已全部或部分暂停营业，超市发、物美、家乐福等北京市主要商超企业也将全部三文鱼连夜下架。
6月13日3时起，新发地批发市场暂时休市，进行全面的卫生整治和环境消杀，原在市场内交易的蔬菜和水果移到5个指定的区域进行，一些依赖于新发地供货的社区菜店和小型超市受到明显影响，但大型连锁超市的货源因产地直采而基本保持稳定。当天，北京市餐饮业开始继续按照《新型冠状病毒肺炎疫情期间餐饮服务单位经营服务指引（4.0版）》进行二級防控管理。此外，“北京消费季”线下各场活动仪式、发布会、现场展卖等易造成人员聚集的促消费活动取消或推迟。
7月7日，中共北京市委宣传部副部长、北京市人民政府新闻办主任、新闻发言人徐和建表示，新发地批发市场终末消杀工作已经完成，评价结果全部合格。

#### 三文鱼及生食相关

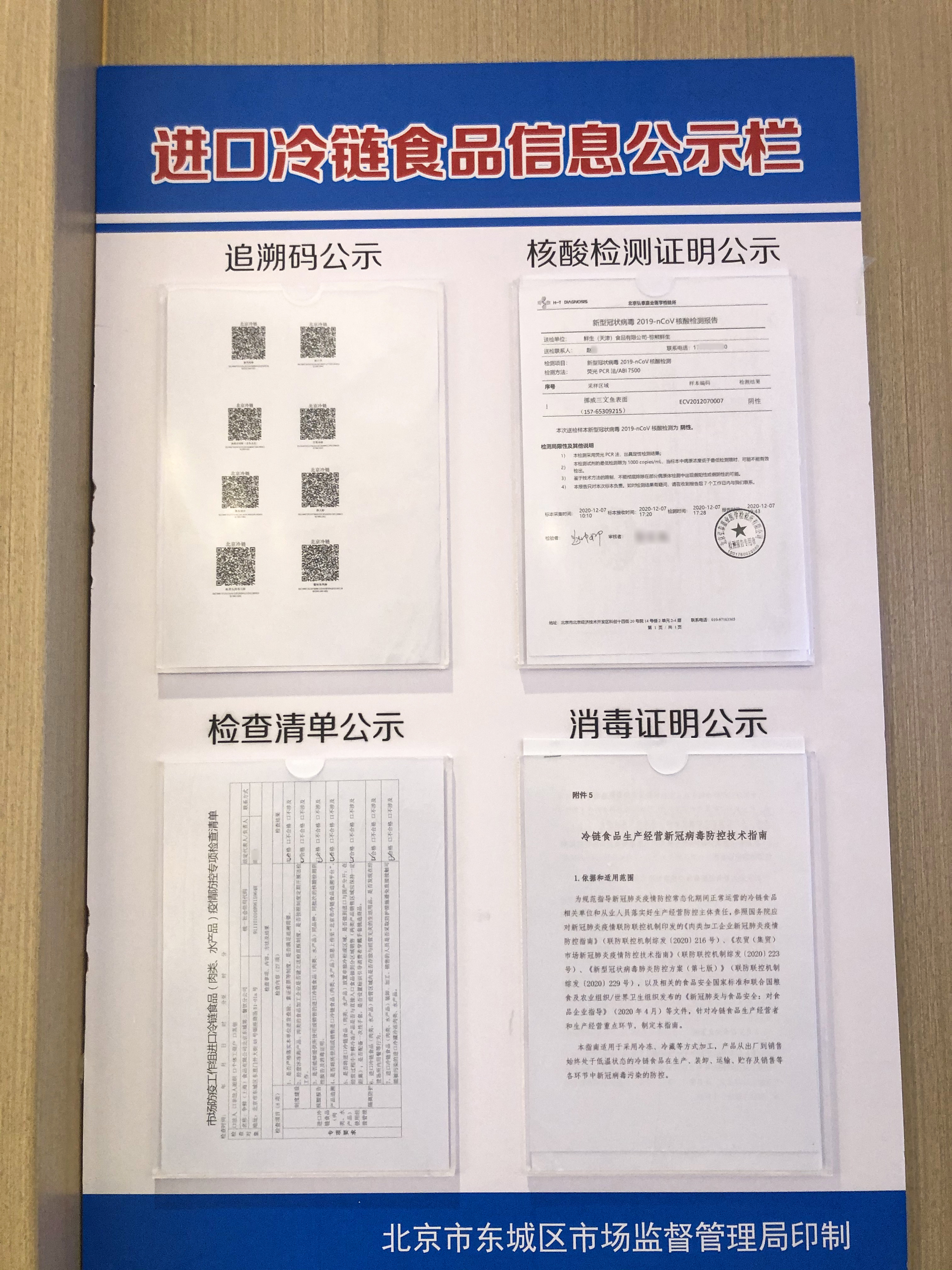
此次聚集性疫情过后，北京市开始对进口冷链食品进行信息公示

受到此次疫情的影响，北京市以外的多地连锁商超、生鲜电商平台对三文鱼采取严格管控或进行下架处理，另外南京餐饮商会倡议各大餐饮企业停止供应生食类的畜、禽、海鲜水产等相关菜品。除此之外，一些经营业务涉及三文鱼的水产养殖企业股票也出现了跌停。

#### 百事相关
6月21日，百事公司大中华区集团事务部企宣总监樊志敏在北京市疫情防控发布会上表示，在百事食品（中国）有限公司磁魏路分厂监测到新发地批发市场输入个案后，该厂已于6月15日8时停止生产，全厂全面消杀，封闭所有库存，禁止外运。该厂全体员工于15日居家隔离，翌日进行全员核酸检测，6月20日转运480人到集中隔离点隔离，核酸检测结果均为阴性。同日，对所有员工共同居住人员全部落实居家隔离观察。而该厂生产范围也仅有粮食加工品、薯类和膨化食品，并未涉及任何饮料产品。随后百事公司回应称，中国大陆各百事各饮料灌装厂迄今为止并未发现任何新冠肺炎确诊病例。此外，百事食品（中国）有限公司磁魏路分厂也仅生产小批量的乐事无限罐装薯片，而乐事在其官方平台发文称，公司产品加工过程均经过高温热处理工序，病毒在整个产品供应链过程存活的可能性为零。尽管如此，南京市已有超市主動將涉事樂事薯片下架，或只保留涉事厂房在4月前生產的薯片。而在天猫平台的“百事集团官方旗舰店”内，包括乐事薯片在内的商品在北京地区已停止销售。

### 相关交通应对
6月13日，新发地长途客运站再次停運。
6月15日首车起，北京公交对4条途经新发地的常规线路采取绕行甩站措施，1条高峰线路采取区间措施。另外，原定于2020年6月15日首车起恢复运营的5条北京與河北跨省公交线路（816路、819路、930路、812路、燕郊专线）暂缓恢复运营。
6月16日晚至6月17日，北京首都機場、大興機場共取消航班達1255架次，中国国际航空、中国南方航空、海南航空、中国联合航空、首都航空、山东航空已宣布针对进出京航班提供免手续费退票业务，惟办理退票手续时需具备一定条件，且可退票的出发日期须在6月30日前。同时，鐵路部門決定自6月17日零時起，旅客在車站、12306網站等各渠道辦理6月16日24時前已購的進出北京地區各次列車有效車票退票時，均不收取退票手續費，購買鐵路乘意險的一同辦理。
6月18日，北京市要求公共交通运营企业自当日起按照地面公交满载率不超过90%、轨道交通满载率不超过80%的标准控制客流。暂停巡游车、网约车、顺风车出京运营业务。繼續暫停进出京省际旅游包车客运业务。
6月19日零时起，北京地区各火车站开始对出京旅客的7日内核酸检测阴性证明进行查验，若无证明文件，将不予办理乘车；对于来京出差办事且7天内在出发地已经办理过核酸阴性证明的旅客，离京时持当地的核酸阴性证明也可通行。
6月23日零时起，铁路部门在北京市各站点严格执行出京旅客登车前核酸检测证明查验措施，对于无法提供7日内核酸检测阴性证明的旅客劝阻登车。
7月3日，北京市公安局决定自7月4日0时起，对全市低风险地区人员出京不再要求持有核酸检测阴性证明。

## 轶闻
在此次聚集性疫情中，一名52岁的唐姓男子成为首例确诊患者。因他将5月30日以来在北京所去过的地方全数回忆出来，并明确回忆出了过去2周中所接触的人士，提供了一份38人的详细名单，同时对6月3日到过新发地购买海鲜并短暂停留进行了准确描述，为相关部门锁定关键地点并做出迅速反应提供了重要信息而获得了广泛赞誉。有网友尊称他为“西城大爷”及“最强大脑”。
在病例通报之后，网络上出现谣言，称该患者“从吉林出差回来”，是“无症状感染者，并传染给了孩子”，随后西城区卫健委官方微博辟谣。